# Agrobate coryphée
Tychaedon coryphoeus
Espèce
Synonymes
- Erythropygia coryphaeus (protonyme)
- Erythropygia coryphoeus

Statut de conservation UICN

 LC  : Préoccupation mineure
L'Agrobate coryphée (Tychaedon coryphoeus) est une petite espèce de passereaux de la famille des Muscicapidae.

## Répartition
Cet oiseau peuple le désert du Karoo. 

## Habitat
Son cadre naturel de vie est les broussailles sèches tropicales, subtropicales et méditerranéennes.

## Taxonomie
S'appuyant sur diverses études phylogéniques, le Congrès ornithologique international (classification version 4.1, 2014) déplace cette espèce, alors placée dans le genre Erythropygia, dans le genre Cercotrichas.

## Sous-espèces
Selon la classification de référence du Congrès ornithologique international (15.1, 2025) il se répartit en 3 sous-espèces :
- T. coryphoeus abbotti (Friedmann, 1932) — sud de la Namibie et nord-ouest de l'Afrique du Sud ;
- T. coryphoeus coryphoeus (Vieillot, 1817 — centre/sud de l'Afrique du Sud ;
- T. coryphoeus cinerea (Macdonald, 1952) — littoral ouest sud-africain.